# Gabriela Montaño
Lilly Gabriela Montaño Viaña (La Paz, 2 de diciembre de 1975) es una médica y política boliviana. Fue la presidenta de la Cámara de Senadores de Bolivia durante 2012 y 2013 y después la presidenta de la Cámara de Diputados de Bolivia entre 2015 y 2018. Fue también la ministra de Salud de Bolivia desde el 23 de enero de 2019 hasta el 10 de noviembre de 2019 durante el tercer gobierno de Evo Morales.

## Biografía
Gabriela Montaño nació el 2 de diciembre de 1975 en la ciudad de La Paz. Durante su niñez, su familia se trasladó a vivir a la ciudad de Santa Cruz de la Sierra. Gabriela vivió su infancia y su adolescencia en esta ciudad, saliendo bachiller el año 1993 del Colegio Alemán.
Ya durante su juventud, volvió nuevamente a su ciudad natal (La Paz) para continuar con sus estudios profesionales. En 1994, ingresó a la carrera de medicina de la Universidad Nuestra Señora de La Paz, titulándose como médico en 2001. Posteriormente obtuvo una maestría en Salud Pública. Tuvo dos hijas con el ciudadano argentino Fabián Restivo.

## Carrera política

### Senadora de Bolivia (2010-2015)

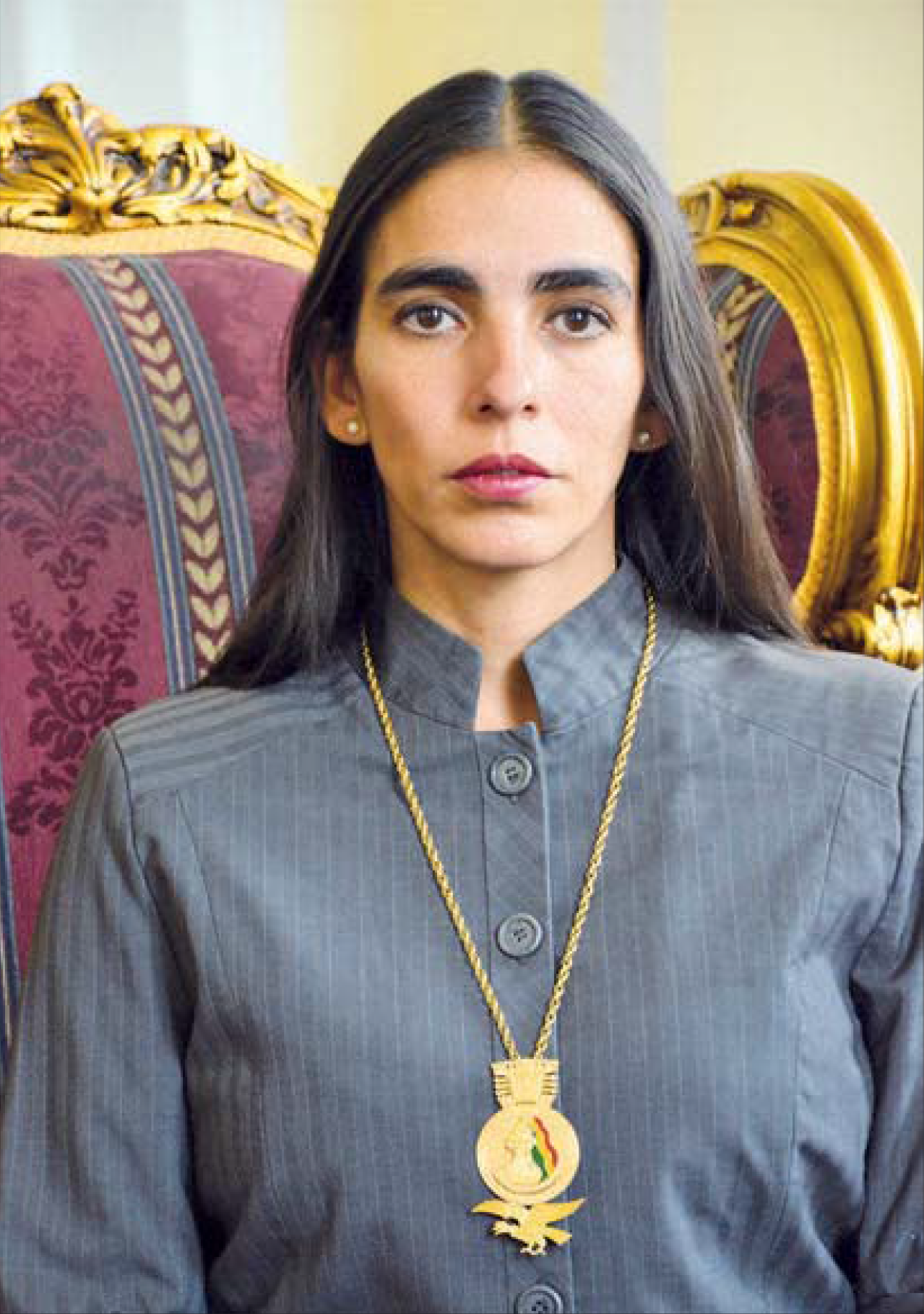
Montaño como presidenta del senado en el año 2012.

Durante el primer gobierno de Morales, Montaño fue designada representante presidencial en la ciudad de Santa Cruz de la Sierra. 
Gabriela Montaño ingresó a la política boliviana siendo todavía una joven de 35 años de edad. En 2009, Montaño participó en las elecciones generales de 2009 como candidata a senadora por el departamento de Santa Cruz en representación del Movimiento al Socialismo. Logró ganar el curul parlamentario, asumiendo el cargo senatorial desde el 22 de enero de 2010 hasta el 22 de enero de 2015.
Durante su paso por el senado, Gabriela Montaño fue elegida presidenta de la cámara de Senadores de Bolivia el año 2012 y ratificada también el año 2013.

### Presidencia Interina (2012 y 2013)
El 23 al 28 de septiembre de 2012, encontrándose ejerciendo la Presidencia del Senado; a falta del presidente y vicepresidente del Estado, ejerce la presidencia interina de Bolivia, recibiendo el mando Evo Morales en Santa Cruz, quien viajó a Estados Unidos para participar en la asamblea general de la ONU, mientras que el vicepresidente Álvaro García Linera partió días antes a la República de Vietnam en visita oficial.
El 4 al 5 de mayo de 2013, asume por segunda vez la presidencia interina, por 24 horas, ante la ausencia del vicepresidente que se encontraba en un reunión protocolar en Venezuela, y el viaje previsto por Morales para asistir al G-77 en las islas Fiyi, entrega el mando a Gabriela Montaño.

### Diputada de Bolivia (2015-2019)
En las elecciones generales de 2014 fue elegida diputada por el Departamento de Santa Cruz, y en enero de 2015 fue posesionada como presidenta de la Cámara de Diputados de la Asamblea Legislativa Plurinacional (ALP) para el período 2015-2020. En este periodo, fue una de las principales impulsoras de la ampliación de las causales legales del aborto, así como de la Ley de Identidad de Género, norma que puso a Bolivia a la vanguardia en cuánto a legislación internacional para proteger los derechos de los colectivos LGTB. Montaño se declara a sí misma feminista y antiimperialista. Ha sido invitada y expositora habitual en foros y conferencias en diferentes partes del mundo.

### Ministra de Salud de Bolivia (2019)
El 23 de enero de 2019 fue posesionada como ministra de salud del Estado Plurinacional de Bolivia. Ocupó el cargo ministerial hasta el 13 de noviembre de 2019, cuando fue reemplazada por el médico Aníbal Cruz.
| Predecesor: René Martínez Callahuanca  | Presidenta de la Cámara de Senadores de Bolivia 23 de enero de 2012-23 de enero de 2014 | Sucesor: Eugenio Rojas Apaza |
| Predecesor: Marcelo Elío Chávez        | Presidenta de la Cámara de Diputados de Bolivia 23 de enero de 2015-23 de enero de 2019 | Sucesor: Víctor Borda Belzú  |
| Predecesor: Rodolfo Rocabado Benavides | Ministra de Salud de Bolivia 23 de enero de 2019-10 de noviembre de 2019                | Sucesor: Aníbal Cruz         |